# Union sportive et amicale de Clichy
Maillots
L'Union sportive et amicale de Clichy, abrégée en USA Clichy, est un club de football français fondé en 1900 et basé à Clichy dans les Hauts-de-Seine.
Le club est fondé sous le nom d'Union vélocipédique de Clichy. Il change de nom en 1903 pour Union sportive de Clichy. Il fusionne en 1913 avec le Sporting Club amical, un autre club de la ville, pour former l'Union sportive et amicale de Clichy.
L'USA Clichy a la particularité d'avoir été l'un des premiers clubs inscrit à la Fédération française de football en 1919. Il porte par conséquent comme numéro d'affiliation le n°5.

## Histoire

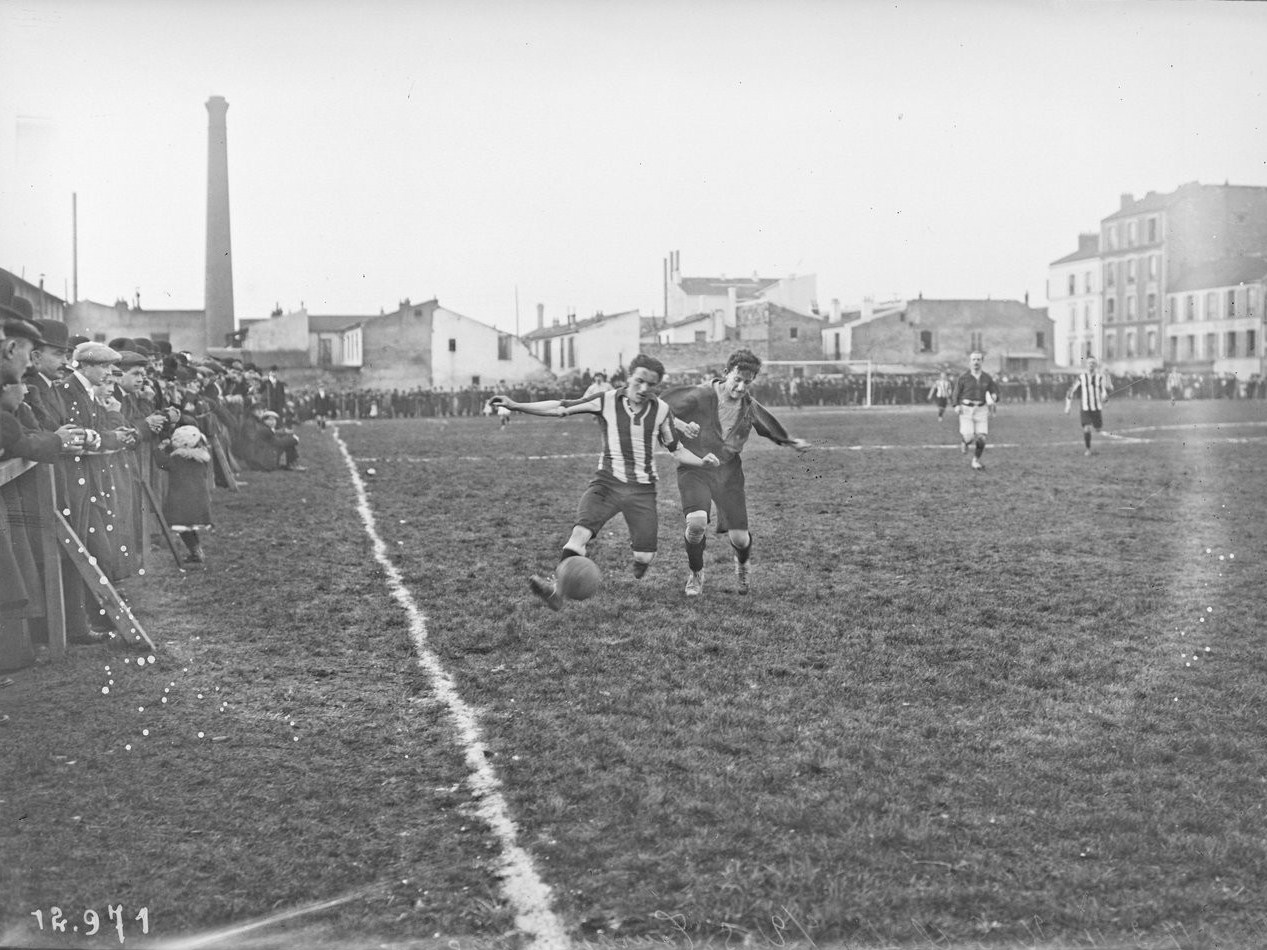
L'US Clichy le 19 mars 1911 à Levallois lors d'une victoire 3-0 en match amical contre l'US tourquennoise.

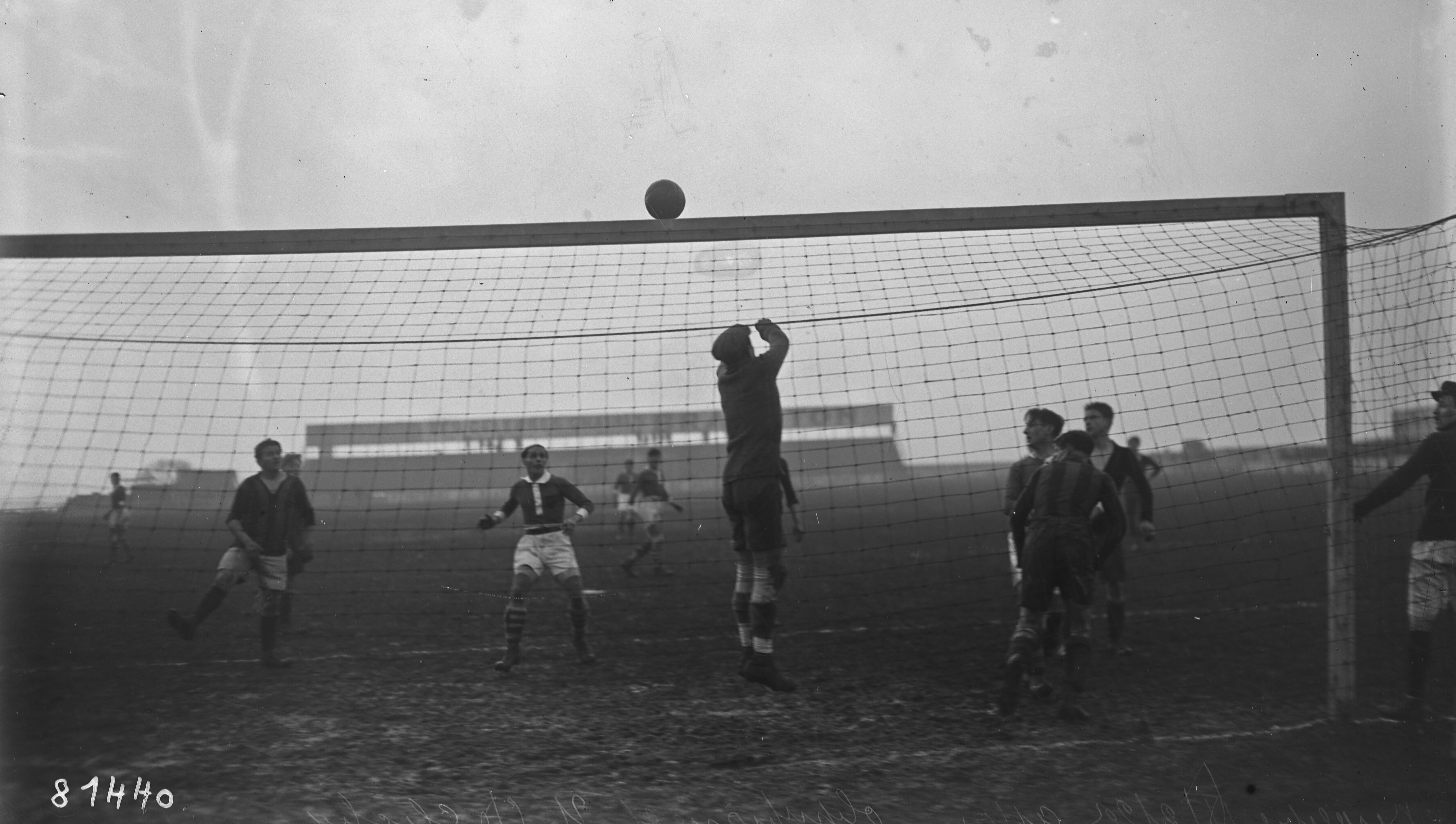
L'USA Clichy le 18 février 1923 au stade Bergeyre lors d'une défaite 5-1 en Coupe de Paris contre l'Olympique de Paris.

L'Union sportive de Clichy aurait été fondée en 1900. Au moment de sa création, le club s'inscrit auprès à l'USFSA. Il adopte les couleurs rouge et noire, en hommage à la Commune de Paris.
À partir de 1909 et jusqu'à 1914, le club dispute la première série du championnat de Paris de l'USFSA. Il ne parvient pas à remporter la compétition, alors dominée par des clubs comme le Racing Club de France, le Club athlétique de la Société générale ou encore l'Association sportive française. L'US Clichy termine néanmoins vice-champion de Paris lors de la saison 1910-1911, en étant le seul club à ne pas perdre contre le champion, le RC France. Le club joue également la Coupe Dewar, une compétition parisienne dont il atteint - et perd - la finale en 1911, et en 1914,.
L'Union sportive de Clichy club fusionne en 1913 avant le début de la saison 1913-1914 avec un autre club clichois, le Sporting Club amical, et prend le nom d'Union sportive et amicale de Clichy. Le Sporting Club amical venait de disputer deux saisons en 1re série.
En octobre 1917, l'USA Clichy participe au premier tour de la première édition de la Coupe de France « Charles-Simon ». Elle se qualifie face à l'Avenir de Gentilly mais s'incline en 16e de finale face à l'AS française. Deux ans plus tard, le club se hisse en quart de finale de la compétition après avoir dominé l'Étoile des Deux Lacs, l'ASPO Châteauroux et surtout le FC rouennais. Il s'incline finalement contre Le Havre AC à Rouen par 3-2. 
Les années suivantes, le club atteint encore régulièrement le stade des 32es de finale de la Coupe de France, en 1921, 1922 et 1924 notamment, et même les 16es de finale en 1931 puis en 1932. Le club n'adhére pas au professionnalisme en 1932 et reste dans les championnats amateur de la Ligue parisienne de football association.
En 2015-2016, le club évolue en Promotion d'Honneur de Paris.
L'USA Clichy a la particularité d'avoir été l'un des premiers clubs inscrit à la Fédération française de football en 1919. Il porte par conséquent comme numéro d'affiliation le n°5.
Le club jouait en 1917 avec un maillot rayé noir et rouge.

Photos d'équipes de l'USA Clichy
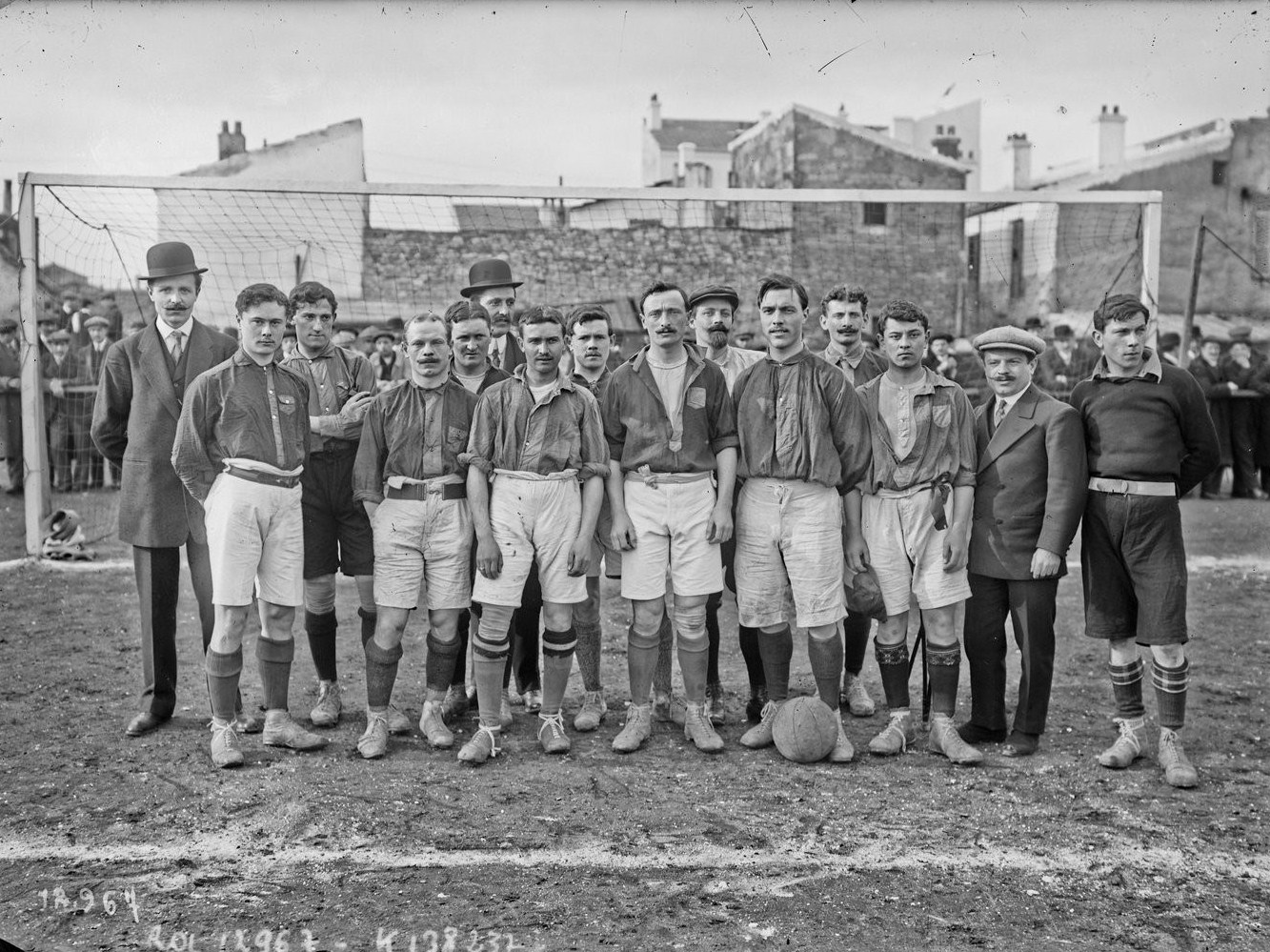
L'équipe en 1911.
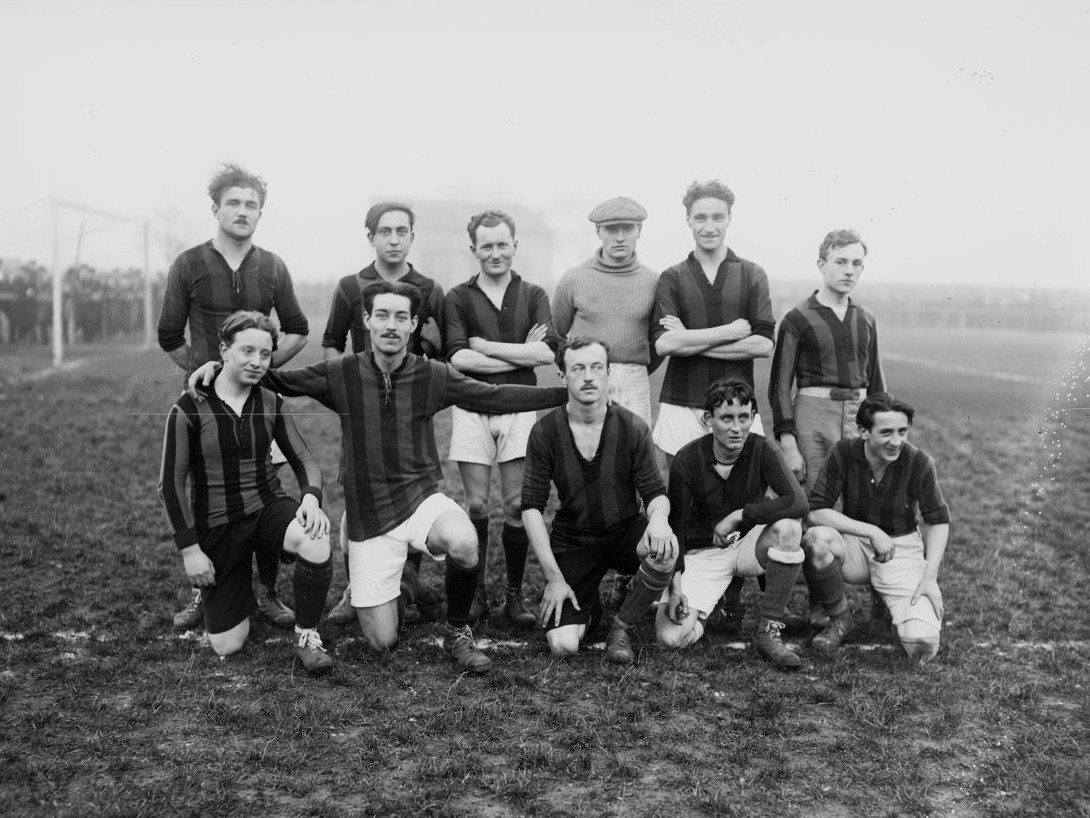
L'équipe en 1919.
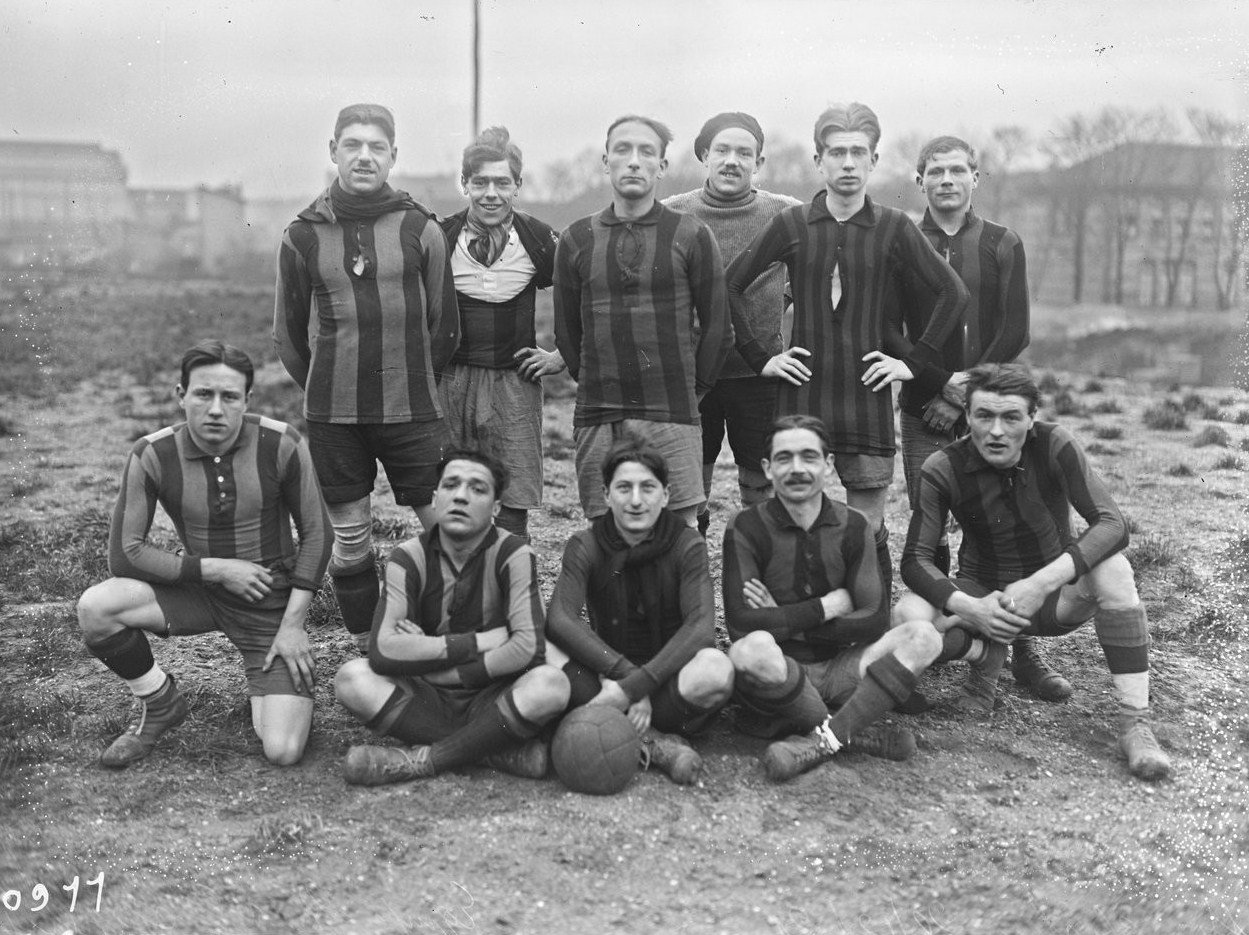
L'équipe en 1921.
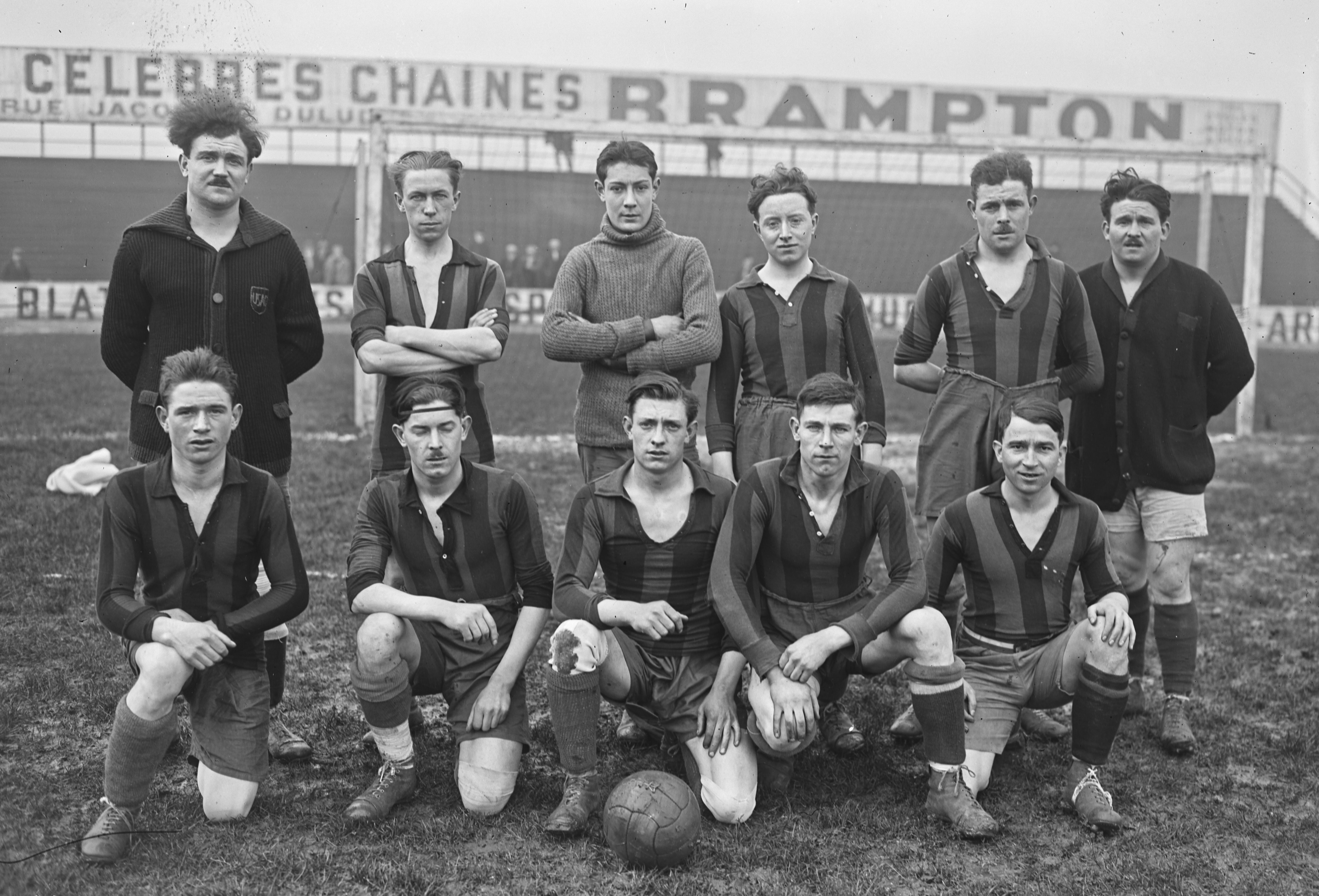
L'équipe en 1923.

## Palmarès
| Compétitions nationales | Compétitions régionales                                  |
| --- | -------------------------------------------------------- |
| - Coupe de France - Meilleure performance : quart en 1920, 16e de finale en 1918, 1931 et 1932 - Coupe Dewar - Finaliste : 1911 et 1914 | - Championnat de Paris de l'USFSA - Vice-champion : 1911 |

## Stade
Le club joue alors à ces débuts à l'emplacement du cimetière communal actuel de Clichy, avant qu'un stade municipal ne lui soit mis à disposition par la mairie en 1922. Le stade municipal est renommé au début des années 2000 du nom de Nelson Paillou. 

## Joueurs notables
En août 1920, le premier et unique joueur de l'histoire du club est sélectionné en équipe de France de football : Jean Batmale, à deux reprises. Venu du Club français, il rejoint peu de temps après le Red Star.
Auparavant et par la suite, l'USAC a formé plusieurs futurs internationaux, à commencer par Pierre Chayriguès (1908-1911), considéré comme le premier gardien de but français de niveau mondial, mais aussi Auguste Schalbar, Georges Stuttler, Ernest Clère, Georges Moreel, Ernest Vaast, André Grillon. 
D'autres ont fait carrière sans devenir internationaux, comme Albert Borto, qui sera sélectionneur des équipes de France amateur et olympique dans les années 1970, et Hubert Guéniche.